# Eliminatórias da Copa do Mundo FIFA de 2014 - Oceania (terceira fase)
Resultados das partidas da terceira fase das eliminatórias da Oceania para a Copa do Mundo FIFA de 2014. 
Nessa última etapa do continente, as quatro equipes classificadas através da Copa das Nações da OFC de 2012 (equivalente a segunda fase) integraram um grupo único, onde todos enfrentaram todos em jogos de ida e volta. As partidas foram disputadas entre 7 de setembro de 2012 e 26 de março de 2013, quando a equipe com a melhor campanha se classifica para a respescagem intercontinental contra uma equipe da CONCACAF.

## Participantes
| Grupo único                                              |
| -------------------------------------------------------- |
| - Ilhas Salomão - Nova Caledônia - Nova Zelândia - Taiti |

## Resultados
| Seleção        | Pts | J | V | E | D | GP | GC | SG  |
| -------------- | --- | - | - | - | - | -- | -- | --- |
| Nova Zelândia  | 18  | 6 | 6 | 0 | 0 | 17 | 2  | +15 |
| Nova Caledônia | 12  | 6 | 4 | 0 | 2 | 17 | 6  | +11 |
| Taiti          | 3   | 6 | 1 | 0 | 5 | 2  | 12 | –10 |
| Ilhas Salomão  | 3   | 6 | 1 | 0 | 5 | 5  | 21 | –16 |

| 7 de setembro de 2012 | Ilhas Salomão             | 2 – 0     | Taiti | Estádio Lawson Tama, Honiara             |
| 15:00 (UTC+11)        | Fa'arodo 17' · Teleda 60' | Relatório |       | Público: 22 000 Árbitro: NZL Jamie Cross |

| 7 de setembro de 2012 | Nova Caledônia | 0 – 2     | Nova Zelândia         | Stade Numa-Daly, Nouméa                    |
| 18:00 (UTC+11)        |                | Relatório | Smeltz 11' · Wood 39' | Público: 6 000 Árbitro: TAH Norbert Hauata |

| 11 de setembro de 2012 | Nova Zelândia                                                                   | 6 – 1     | Ilhas Salomão | Estádio North Harbour, Auckland             |
| 19:35 (UTC+12)         | Smeltz 12' · Barbarouses 25' · Killen 53' · Lochhead 69' · Wood 80' · Rojas 83' | Relatório | Fa'arodo 51'  | Público: 7 931 Árbitro: NCL Bertrand Billon |

| 11 de setembro de 2012 | Taiti | 0 – 4     | Nova Caledônia                                     | Stade Pater Te Hono Nui, Papeete        |
| 20:00 (UTC−10)         |       | Relatório | Samin 59' (g.c.) · Kaï 60' · Gope-Fenepej 63', 90' | Público: 574 Árbitro: FIJ Andrew Achari |

| 12 de outubro de 2012 | Ilhas Salomão         | 2 – 6     | Nova Caledônia                                                             | Estádio Lawson Tama, Honiara              |
| 15:00 (UTC+11)        | Tanito 33' · Nawo 59' | Relatório | R. Kayara 8' · Gope-Fenepej 45', 81', 90+1' · Faisi 77' (g.c.) · Haeko 89' | Público: 8 000 Árbitro: NZL Peter O'Leary |

| 12 de outubro de 2012 | Taiti | 0 – 2     | Nova Zelândia            | Stade Pater Te Hono Nui, Papeete       |
| 20:00 (UTC−10)        |       | Relatório | Smeltz 24' · Sigmund 82' | Público: 600 Árbitro: VAN Bruce George |

| 16 de outubro de 2012 | Nova Zelândia                     | 3 – 0     | Taiti | AMI Stadium, Christchurch                 |
| 19:40 (UTC+13)        | McGlinchey 2', 90+3' · Killen 89' | Relatório |       | Público: 10 751 Árbitro: SOL Gerald Oiaka |

| 16 de outubro de 2012 | Nova Caledônia                                                | 5 – 0     | Ilhas Salomão | Stade Numa-Daly, Nouméa                        |
| 19:30 (UTC+11)        | Gope-Fenepej 4' · R. Kayara 8' · Kabeu 30' · Lolohea 42', 87' | Relatório |               | Público: 4 000 Árbitro: TAH Abdelkader Zitouni |

| 22 de março de 2013 | Nova Zelândia            | 2 – 1     | Nova Caledônia | Estádio Forsyth Barr, Dunedin                |
| 19:45 (UTC+13)      | Killen 10' · Smith 90+3' | Relatório | Lolohea 56'    | Público: 9 000 Árbitro: AUS Strebre Delovski |

| 22 de março de 2013 | Taiti                       | 2 – 0     | Ilhas Salomão | Stade Pater Te Hono Nui, Papeete        |
| 20:00 (UTC−10)      | Bourebare 25' · Hyanine 78' | Relatório |               | Público: 550 Árbitro: FIJ Andrew Achari |

| 26 de março de 2013 | Ilhas Salomão | 0 – 2     | Nova Zelândia | Estádio Lawson Tama, Honiara               |
| 15:00 (UTC+11)      |               | Relatório | Payne 3', 88' | Público: 5 600 Árbitro: TAH Averii Jacques |

| 26 de março de 2013 | Nova Caledônia | 1 – 0     | Taiti | Stade Numa-Daly, Nouméa                   |
| 18:00 (UTC+11)      | Lolohea 86'    | Relatório |       | Público: 1 000 Árbitro: FIJ Rakesh Varman |